# Promessa elettorale
Una promessa elettorale è un impegno assunto pubblicamente da un candidato o da un partito politico durante una campagna elettorale, con l’obiettivo di ottenere il maggior numero possibile di voti. Può essere formulata anche durante il mandato, nel corso della legislatura, al fine di rafforzare il consenso in vista delle future elezioni.
Secondo Anthony Downs, essa rappresenta un elemento centrale della competizione politica, in quanto instaura un rapporto di scambio tra eletto ed elettori: quando tali promesse non vengono mantenute, il meccanismo si incrina e la conseguenza naturale è, di norma, la sconfitta o l’indebolimento del politico alle consultazioni successive. Le promesse elettorali trovano solitamente espressione nel  programma elettorale.

## Descrizione
Le promesse sono uno degli strumenti di propaganda politica dei partiti politici a mezzo di loro rappresentanti e candidati elettorali, appoggiandosi  su forme di demagogia e populismo; sono generalmente basate su previsioni rosee per il futuro, una forte economia e cooperazione da parte di amministratori nazionali e locali. In realtà i burocrati fanno previsioni basate sugli scenari più negativi, ma ogni politico che si basasse su tali previsioni darebbe di sé un'impressione peggiore rispetto ai propri avversari.
È stato fatto osservare che i governi in genere non dovrebbero essere eletti per quello che promettono, ma per la loro capacità di affrontare i problemi e gli imprevisti. Fattori quali competenza, onestà, coerenza ideologica ed esperienza sono di gran lunga un metodo migliore per giudicare un partito o un politico piuttosto che promesse che potranno essere o non essere mantenute. Questo si riflette in pratica durante le campagne elettorali in cui la personalità di un politico, il partito a cui appartiene e fattori quali gli scandali, hanno un maggiore impatto sulle scelte di voto rispetto alle singole promesse.
Le promesse elettorali variano a seconda delle forme di governo. Nel sistema Westminster, in cui tutti i poteri sono nelle mani del primo ministro, gli elettori sanno a chi attribuire le colpe per le mancate promesse. Nelle Repubbliche presidenziali come gli Stati Uniti d'America e in Repubbliche parlamentari come l'Italia, dove il potere è più distribuito e le responsabilità sono più difficili da attribuire, punire i politici per le mancate promesse è più arduo. Ad esempio, negli Stati Uniti un candidato alla presidenza può liberamente promettere ampi tagli alle tasse, pur nella certezza che il Senato le ridimensionerà a livelli più accettabili.

### Conseguenze
Un gran numero di promesse elettorali viene disatteso. Questa circostanza è da molti considerata un grosso problema che disaffeziona il pubblico nei confronti dell'intero sistema politico, incrementando l'apatia e riducendo l'affluenza alle urne. Le promesse elettorali sono state disattese da quando esiste la democrazia e si presume continueranno ad esserlo.
Ci sono forti pressioni sui politici affinché facciano promesse che non possono mantenere. Un partito che fa promesse pompose appare più ambizioso, intraprendente ed interessante agli occhi degli elettori in confronto ad un altro che non ne fa, traendone vantaggio.
La gestione delle finanze di uno Stato è estremamente complessa e le promesse sono sufficientemente vaghe così che il pubblico e i media non sono in grado di smentirle. Per questo motivo tutti i partiti continuano a promettere tasse più basse, più programmi sociali e un bilancio in ordine. Spesso promesse elettorali varie vengono confezionate ad arte o disattese in funzione degli indici di gradimento espresse dai sondaggi.
Il continuo succedersi di promesse in seguito disattese ha infastidito molti elettori, pertanto i politici hanno escogitato sistemi che fanno apparire le loro promesse più credibili. Tra questi, presentare promesse sostenute da numeri oppure impostare scadenze entro le quali le promesse verranno mantenute, indicando ad esempio cosa verrà realizzato nei primi cento giorni di governo.
Quando le promesse devono essere infrante, tutti i politici sanno che è meglio farlo all'inizio di un mandato. Pertanto, il primo bilancio è quello in cui è più probabile verranno elevate le tasse o tagliate le spese. La speranza è che negli anni trascorsi prima delle successive elezioni, il disappunto dell'elettorato sarà scemato. 
Analogamente i politici riservano la soddisfazione di promesse popolari, sebbene poco importanti, verso la fine del loro mandato quando stanno per ricandidarsi, così da impressionare positivamente gli elettori alle future prossime elezioni. Quando invece la promessa elettorale viene mantenuta (ad es. tagli delle tasse, del costo del lavoro ecc...) spesso si intaccano le finanze dello Stato creando deficit pubblico e conseguente debito pubblico, dando quindi la percezione di aver risolto un problema, ma avendone di fatto acuito un altro a medio-lungo termine.